# Chris Webber
Mayce Edward Christopher Webber III (Detroit, Míchigan, 1 de marzo de 1973) es un exjugador de baloncesto estadounidense que jugó durante 15 temporadas en la NBA. Con 2,08 metros de estatura, jugaba en la posición de ala-pívot.

## Trayectoria deportiva

### Universidad: los "Fab Five"

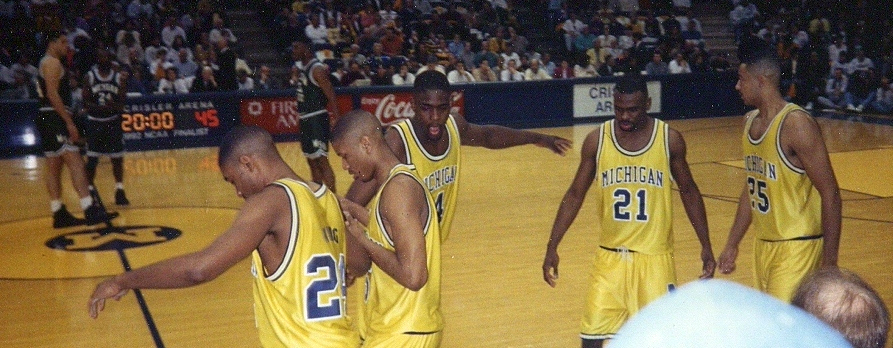
Los "Fab Five" de Míchigan (izquierda a derecha) Jimmy King, Jalen Rose, Webber, Ray Jackson y Juwan Howard.

Webber estudió y jugó para los Wolverines de la Universidad de Míchigan durante 1992 y 1993, y en ambos años su equipo alcanzó el subcampeonato de la NCAA. Este éxito no solo se debió al buen hacer del ala-pívot, que promedió a lo largo de estas dos temporadas 17,4 puntos y 10 rebotes por partido, sino al juego desarrollado por un quinteto que ha pasado a la historia y que es conocido como los "Fab Five", conformado por el propio Webber, junto a Juwan Howard, Jalen Rose, Jimmy King y Ray Jackson.
La osadía y rapidez de estos jóvenes levantaron gran expectación entre los seguidores y ojeadores de baloncesto universitario, que vieron refrendadas sus expectativas cuando el equipo llegó a la Final Four de 1992, celebrada el 19 de marzo de ese año en el Metrodome de Mineápolis (Minnesota), contra el poderoso equipo de Duke, que contaba con estrellas del calibre de Christian Laettner (sénior), Bobby Hurley (sénior) y Grant Hill (rookie). El encuentro delató la inexperiencia de los Wolverines y los Blue Devils se llevaron la victoria por un contundente 71-51.
La temporada siguiente, el conjunto de Míchigan repitió proeza y en esta ocasión tuvo el título más cerca que nunca, aunque un fatídico error de Webber a once segundos para la finalización del partido puso en bandeja el triunfo de su rival, la Universidad de North Carolina. Con el balón en posesión del ala-pívot y su equipo dos puntos abajo en el marcador, Webber pidió un tiempo muerto del cual no disponía, razón por la que los Wolverines fueron sancionados con una falta técnica al banquillo y dos tiros libres y posesión para los Tar Heels, que finalmente se impusieron por 77-71.
No obstante, todos estos éxitos se vieron empañados en 2002, año en el que se conoció que algunos jugadores de la Universidad de Míchigan habían recibido dinero procedente del mecenas del equipo de baloncesto, Ed Martín, a cambio de elegir formar parte de los Wolverines, algo tajantemente prohibido por el reglamento de la NCAA. Entre esos jugadores se encontraban Louis Bullock, Robert Traylor, Maurice Taylor y el propio Webber, que en un primer momento negó los hechos, aunque finalmente acabó reconociéndolos ante una inminente condena mayor, provocada por mentir bajo juramento ante un tribunal federal.
A raíz de todo ello, la NCAA considera nulos a todos los efectos los registros de los Wolverines, que ven como quedan borrados de su historial los dos subcampeonatos anteriormente descritos. En lo que a Webber particularmente se refiere, se le desposeyó del premio All-American Team de 1993.

### NBA

#### Golden State Warriors (1993-1994)
Chris Webber fue elegido como número 1 del Draft de la NBA de 1993 por los Orlando Magic, pero fue traspasado a Golden State Warriors, a cambio de Penny Hardaway y tres futuras elecciones en primera ronda del draft. En su primera temporada consiguió el premio al mejor Rookie del Año, después de conseguir unas estadísticas de 17,5 puntos, 9,1 rebotes y 3,6 asistencias.

#### Washington Bullets (1994-1998)
A causa de una disputa con su entrenador, Don Nelson, al año siguiente fue traspasado a Washington Bullets, donde coincidió con su compañero de universidad Juwan Howard. Allí pasó 4 temporadas, aunque en su segundo año en la capital solamente disputó 15 partidos a causa de las lesiones. En 1997 llevó a los Bullets a sus primeros play-offs en 9 años, pero fueron barridos en primera ronda por los Bulls de Michael Jordan.

#### Sacramento Kings (1998-2005)
En mayo de 1998 fue traspasado a Sacramento Kings a cambio de Mitch Richmond y Otis Thorpe. Webber no quiso en un primer momento ir a un equipo con fama de perdedor, pero finalmente fue convencido por su padre. A la vez que él, firmaron por los Kings el veterano pívot Vlade Divac y el base Jason Chocolate Blanco Williams, con quienes formó un triunvirato que devolvió al conjunto californiano a la élite de la NBA.
Los Kings siguieron adquiriendo piezas, como el alero serbio Peja Stojakovic o el base Mike Bibby (éste a cambio del citado Williams), que les permitieron luchar por un anillo de campeón que nunca llegó, quedándose a las puertas en el año 2002, cuando consiguieron llegar a la final de la Conferencia Oeste. En ese momento, fueron batidos por Los Angeles Lakers de Shaquille O'Neal y Kobe Bryant, a la postre tricampeones, en una emocionante eliminatoria, por 4 a 3.
Las dos siguientes temporadas fueron aciagas para Webber. En 2003 se lesionó gravemente la rodilla en el primer choque de las semifinales de la Conferencia Oeste contra los Dallas Mavericks, una baja de la que no se repusieron los Kings, que cayeron eliminados nuevamente por 4-3. El ala-pívot se perdió la mayor parte de los partidos del curso siguiente, y cuando regresó lo hizo para caer otra vez eliminado en la misma ronda y por el mismo tanteo ante los Minnesota Timberwolves. Para mayor escarnio, en el último partido de la serie el aro repelió un triple de Webber sobre la bocina que hubiera concedido a los Kings la prórroga en ese encuentro.

#### Philadelphia 76ers (2005-2007)
Su decadencia comenzó a principios de 2005, cuando le fue concedido un traspaso que llevaba tiempo pidiendo. Webber llegó entonces a los Philadelphia 76ers, a cambio de Kenny Thomas, Brian Skinner, y Corliss Williamson. Webber llegaba para asumir el puesto de segunda opción ofensiva tras Allen Iverson. En su primera temporada 2005-06, Webber lideró al equipo rumbo a los playoffs donde perdieron ante Detroit Pistons, con un Webber promediando 20 puntos y 10 rebotes por partido.
En la 2006-07, el rendimiento de Webber cayó en picado, jugando solo 18 partidos de 35. Se le atribuía a cuestiones de ambición, y en enero de 2007, los Sixers anunciaron que habían llegado a un acuerdo con Webber para rescindir su contrato, de aún dos años de duración.

#### Detroit Pistons (2007)
Poco después de rescindir su contrato con los 76ers, Webber firmó con los Detroit Pistons, el equipo de su ciudad natal. Webber estaba muy emocionado, ya que llegaba a un equipo aspirante al anillo y que finalizó en la primera posición de la Conferencia Este. Pese a todo, los Pistons fueron eliminados en las Finales de Conferencia por los Cleveland Cavaliers de LeBron James. Webber promedió 10 puntos y 6 rebotes en playoffs y más de un 52% de acierto en tiros de campo. En el quinto partido de las finales ante los Cavaliers, Webber anotó más de 20 puntos. Tras finalizar su breve contrato con los Pistons, estos no renovaron a Webber, que pasó a ser agente libre.

#### Golden State Warriors (2007-2008)

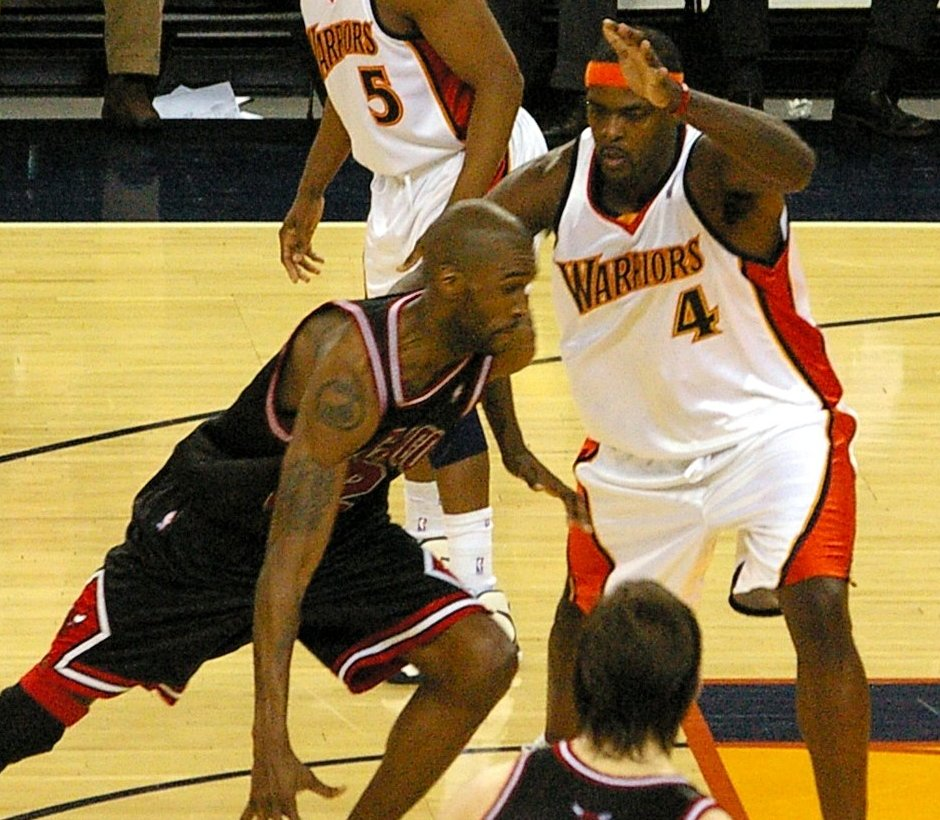
Webber defendiendo a Joe Smith en un partido ante Chicago Bulls en 2008.

Tras fracasar en su intento de lograr el anillo y finalizar su contrato con la franquicia de Míchigan, Webber fichó como agente libre por los Golden State Warriors, en enero de 2008, regresando así al equipo con el que debutó en la NBA 14 años antes, y reencontrándose paradójicamente con Don Nelson, que también había vuelto al conjunto de la bahía de Oakland la temporada anterior. Webber había rechazado una oferta de Los Angeles Lakers, pero no consiguió renovar con los Pistons ni fichar por los Dallas Mavericks. Tras jugar 9 partidos y promediar 3,9 puntos y 3,6 rebotes, finalmente se retiró el 25 de marzo de 2008, a causa de sus persistentes problemas en la rodilla lesionada.

### Retirada
Durante sus 15 temporadas en la NBA fue elegido para disputar 5 ediciones del All-Star Game (1997, 2000, 2001, 2002, 2003) y sus promedios totales fueron de 20,7 puntos y 9,8 rebotes por partido.
El 6 de febrero de 2009, los Sacramento Kings reconocieron su trayectoria retirando su dorsal número 4, con lo que se convirtió en el octavo jugador de la historia de la franquicia en recibir tal honor.
El 16 de mayo de 2021 es seleccionado para el Hall Of Fame de 2021.

## Estadísticas de su carrera en la NBA

### Temporada regular
| Año      | Equipo       | PJ  | PT  | MPP  | %TC  | %3P  | %TL  | RPP  | APP | ROB | TPP | PPP  |
| -------- | ------------ | --- | --- | ---- | ---- | ---- | ---- | ---- | --- | --- | --- | ---- |
| 1993-94  | Golden State | 76  | 76  | 32.1 | .552 | .000 | .532 | 9.1  | 3.6 | 1.2 | 2.2 | 17.5 |
| 1994-95  | Washington   | 54  | 52  | 38.3 | .495 | .276 | .502 | 9.6  | 4.7 | 1.5 | 1.6 | 20.1 |
| 1995-96  | Washington   | 15  | 15  | 37.2 | .543 | .441 | .594 | 7.6  | 5.0 | 1.8 | .6  | 23.7 |
| 1996-97  | Washington   | 72  | 72  | 39.0 | .518 | .397 | .565 | 10.3 | 4.6 | 1.7 | 1.9 | 20.1 |
| 1997-98  | Washington   | 71  | 71  | 39.6 | .482 | .317 | .589 | 9.5  | 3.8 | 1.6 | 1.6 | 21.9 |
| 1998-99  | Sacramento   | 42  | 42  | 40.9 | .486 | .118 | .454 | 13.0 | 4.1 | 1.4 | 2.1 | 20.0 |
| 1999-00  | Sacramento   | 75  | 75  | 38.4 | .483 | .284 | .751 | 10.5 | 4.6 | 1.6 | 1.7 | 24.5 |
| 2000-01  | Sacramento   | 70  | 70  | 40.5 | .481 | .071 | .703 | 11.1 | 4.2 | 1.3 | 1.7 | 27.1 |
| 2001-02  | Sacramento   | 54  | 54  | 38.4 | .495 | .263 | .749 | 10.1 | 4.8 | 1.7 | 1.4 | 24.5 |
| 2002-03  | Sacramento   | 67  | 67  | 39.1 | .461 | .238 | .607 | 10.5 | 5.4 | 1.6 | 1.3 | 23.0 |
| 2003-04  | Sacramento   | 23  | 23  | 36.1 | .413 | .200 | .711 | 8.7  | 4.6 | 1.3 | .9  | 18.7 |
| 2004-05  | Sacramento   | 46  | 46  | 36.3 | .449 | .379 | .799 | 9.7  | 5.5 | 1.5 | .7  | 21.3 |
| 2004-05  | Philadelphia | 21  | 21  | 33.4 | .391 | .267 | .776 | 7.9  | 3.1 | 1.2 | .9  | 15.6 |
| 2005-06  | Philadelphia | 75  | 75  | 38.6 | .434 | .273 | .756 | 9.9  | 3.4 | 1.4 | .8  | 20.2 |
| 2006-07  | Philadelphia | 18  | 18  | 30.2 | .387 | .400 | .643 | 8.3  | 3.4 | 1.0 | .8  | 11.0 |
| 2006-07  | Detroit      | 43  | 42  | 29.7 | .489 | .333 | .636 | 6.7  | 3.0 | 1.0 | .6  | 11.3 |
| 2007-08  | Golden State | 9   | 8   | 14.0 | .484 | .000 | .417 | 3.6  | 2.0 | .4  | .7  | 3.9  |
| Total    | Total        | 831 | 827 | 37.1 | .479 | .299 | .649 | 9.8  | 4.2 | 1.4 | 1.4 | 20.7 |
| All-Star | All-Star     | 4   | 4   | 19.0 | .371 | .333 | .375 | 6.0  | 3.3 | 1.0 | -   | 7.5  |

### Playoffs
| Año   | Equipo       | PJ | PT | MPP  | %TC  | %3P  | %TL  | RPP  | APP | ROB | TPP | PPP  |
| ----- | ------------ | -- | -- | ---- | ---- | ---- | ---- | ---- | --- | --- | --- | ---- |
| 1994  | Golden State | 3  | 3  | 36.3 | .550 | .000 | .300 | 8.7  | 9.0 | 1.0 | 3.0 | 15.7 |
| 1997  | Washington   | 3  | 3  | 35.3 | .633 | .455 | .500 | 8.0  | 3.3 | .7  | 2.3 | 15.7 |
| 1999  | Sacramento   | 5  | 5  | 38.4 | .388 | .286 | .400 | 9.4  | 4.0 | 1.8 | 1.0 | 14.8 |
| 2000  | Sacramento   | 5  | 5  | 39.2 | .427 | .200 | .794 | 9.6  | 5.4 | 1.6 | 2.0 | 24.4 |
| 2001  | Sacramento   | 8  | 8  | 43.5 | .388 | .000 | .694 | 11.5 | 3.1 | 1.1 | 1.0 | 23.3 |
| 2002  | Sacramento   | 16 | 16 | 41.7 | .502 | .000 | .596 | 10.8 | 4.7 | .9  | 1.6 | 23.7 |
| 2003  | Sacramento   | 7  | 7  | 35.1 | .496 | .000 | .653 | 8.3  | 3.6 | 1.4 | 1.1 | 23.7 |
| 2004  | Sacramento   | 12 | 12 | 37.2 | .452 | .250 | .615 | 8.3  | 3.7 | 1.3 | .8  | 18.4 |
| 2005  | Philadelphia | 5  | 5  | 37.2 | .411 | .357 | .750 | 5.8  | 2.8 | 1.2 | .2  | 19.0 |
| 2007  | Detroit      | 16 | 16 | 25.2 | .524 | .000 | .531 | 6.3  | 1.5 | .9  | .6  | 9.9  |
| Total | Total        | 80 | 80 | 36.2 | .464 | .269 | .611 | 8.7  | 3.6 | 1.1 | 1.1 | 18.7 |

### Universidad
| Año     | Equipo   | PJ | PT | MIN  | MPP  | TCI | TCC | %TC   | 3PI | 3PC | %3P   | TLI | TLC | %TL   | RebO | RebD | RebT | RPP  | Ast | APP | Falt | DQ | Pérd. | ROB | Tap | Pts. | PPP  |
| ------- | -------- | -- | -- | ---- | ---- | --- | --- | ----- | --- | --- | ----- | --- | --- | ----- | ---- | ---- | ---- | ---- | --- | --- | ---- | -- | ----- | --- | --- | ---- | ---- |
| 1991–92 | Míchigan | 34 | 34 | 1090 | 32.1 | 229 | 412 | 0.556 | 14  | 54  | 0.259 | 56  | 113 | 0.496 | 128  | 212  | 340  | 10   | 76  | 2.2 | 99   | 5  | 95    | 54  | 84  | 528  | 15.5 |
| 1992–93 | Míchigan | 36 | 36 | 1138 | 31.6 | 281 | 454 | 0.619 | 27  | 80  | 0.338 | 101 | 183 | 0.552 | 155  | 207  | 362  | 10.1 | 90  | 2.5 | 102  | 4  | 105   | 49  | 90  | 690  | 19.2 |

## Discografía
| Información del álbum |
| --- |
| 2 Much Drama - Lanzamiento: 16 de febrero de 1999 - Posiciones en lista: - - Última certificación en la RIAA: - - Sencillos: "Gangsta, Gangsta (How U Do It)" |

## Vida personal
Es hijo de Doris y Mayce Webber, siendo el mayor de cinco hermanos.
Mantuvo una relación sentimental con la modelo Tyra Banks durante tres años.
Se graduó en psicología en Míchigan.
Apareció en un programa de New York Undercover durante la temporada 1995-96 y en 2006 produjo una canción del rapero Nas, de su último disco Hip Hop is Dead.